# Astomaspis curiosa
Astomaspis curiosa là một loài tò vò trong họ Ichneumonidae.